# Cambounès
Cambounès é uma comuna francesa na região administrativa da Occitânia, no departamento de Tarn. Estende-se por uma área de 22.58 km², e possui 332 habitantes, segundo o censo de 2018, com uma densidade de 15 hab/km².